# El Noticiero de Reus
El Noticiero de Reus: diario independiente de la noche de avisos y noticias és un efímer diari en llengua castellana de tendència política independent que va aparèixer a Reus del  primer de setembre fins a l'11 de setembre del 1893.
Gras i Elies diu: «Se imprimía en Casa Navás. Fué de corta duración» Només se'n van publicar nou números, fins a l'11 de setembre de 1893. Cal suposar que la seva ràpida extinció es deu a la poca acceptació que tenien els diaris de la tarda en aquella època i als problemes que tenien per rebre a temps les últimes notícies. Només tres dies després d'aparèixer, el 4 de setembre, dins la secció «Nuestros telegramas» diu: «Hoy nos han faltado tres telegramas. Nada, paciencia, y á publicarlos mañana atrasados», però l'endemà el problema continua: «Ayer nos quejamos porque no recibimos más telegramas, hoy debemos repetir lo mismo. ¿Cuando concluiremos?»
Sortia cada dia excepte els dilluns. Imprès per E. Navàs, constava de quatre pàgines a quatre columnes.
Tenia diverses seccions: «Estado de las cosas», «Correspondencia», «Sección notícias», «Cuentos propios», «Sección oficial», amb la informació dels caps de bestiar sacrificats a l'escorxador municipal per al consum diari, «Sección comercial» amb les cotitzacions de la Borsa de Barcelona, del Borsí de Reus i de les accions de diferents empreses, «Anuncios particulares», «Nuestros telegramas», de «Agencia Mencheta« i la «Sección religiosa» amb els sants del dia i de l'endemà.
Imprès per Eduard Navàs, els exemplars coneguts són a la Biblioteca Central Xavier Amorós de Reus.